# Mary Tindale
Mary Douglas Tindale (19 de septiembre de 1920-31 de marzo de 2011) fue una botánica australiana, especialista en pteridología (helechos), y en el género Acacia y Glycine. 

## Biografía
Tindale nació en Randwick, Nueva Gales del Sur, hija única de George Harold Tindale y Grace Matilda Tindale. Asistió a la escuela primaria en Nueva York mientras su padre se desempeñaba como embajador británico en los Estados Unidos. Regresó a Sídney, Australia para asistir a la escuela secundaria en Abbotsleigh.  
Tindale se graduó como botánica, con honores, en la Universidad de Sídney, después obtuvo una maestría de la misma universidad. Se convirtió en asistente de botánica en el Real jardín botánico de Sídney en 1944, y más tarde se desempeñó como botánica australiana oficial de enlace en el Real jardín botánico de Kew de 1949 a 1951. Después de completar su doctorado en Ciencias, fue nombrada la primera científica investigadora principal en New South Wales Public Works. Se retiró del Real jardín botánico de Sídney en 1983 después de 39 años de servicio allí. 
Tindale murió en 2011.
- La abreviatura «Tindale» se emplea para indicar a Mary Tindale como autoridad en la descripción y clasificación científica de los vegetales.[4]